# Himiko (Astronomie)
Himiko (nach einer legendären japanischen Herrscherin) ist ein astronomisches Objekt in einer Entfernung von 12,9 Milliarden Lichtjahren, das 2007 von Masami Ouchi mit dem Subaru-Teleskop auf Hawaii entdeckt und bis April 2009 als ein Lyman-Alpha-Emitter identifiziert wurde.
Was wir heute von Himiko sehen, fand etwa 800 Millionen Jahre nach dem Urknall statt, also zur Reionisierungsepoche. Für ein Objekt dieser Epoche ist Himiko ungewöhnlich groß, sie spielt daher eine wichtige Rolle für die Untersuchung der Entstehung der ersten Galaxien im frühen Universum.

## Entdeckung
Das Objekt wurde 2007 von einer Gruppe japanischer Wissenschaftler im XMM-Newton-Deep-Survey-Feld (SXDS) entdeckt. Im SXDS wurden im optischen Bereich 207 Objekte gefunden, die Galaxien sein könnten. Himiko war dabei so hell, dass die Wissenschaftler zunächst nicht an ein entferntes Objekt glaubten.
Mit dem Deep Extragalactic Imaging Multi-Object Spectrograph (DEIMOS) am Keck-Observatorium auf Hawaii und dem Inamori Magellan Areal Camera and Spectrograph (IMACS) am Las-Campanas-Observatorium in Chile wurden daraufhin das elektromagnetische Spektrum untersucht. Es konnte eine deutliche Lyman-α-Linie bei einer Rotverschiebung von z = 6,595 identifiziert werden, was einer Beobachtungsepoche 800 Millionen Jahre nach dem Urknall entspricht.
Mit dem Spitzer Space Telescope, dem United Kingdom Infrared Telescope und weiteren Instrumenten wurden die Sternentstehungsrate und die Masse der Galaxie bestimmt.

## Beschreibung
Himiko befindet sich im Sternbild Walfisch. Aufnahmen des Objekts zeigen keine detaillierte Struktur, was zu der Charakterisierung als blob („Klecks“) führte. Das Spektrum zeigt eine deutliche Lyman-α-Linie, die von ionisiertem Wasserstoffgas herrührt, sowie Kontinuumsemission von Sternen.
Unklar ist derzeit, durch welchen Mechanismus das Wasserstoffgas aufgeheizt und ionisiert wurde, so dass es nun in der Lyman-α-Linie strahlt. Anhand der Daten wird vermutet, dass sich das Gas in einer Galaxie mit 17 kpc (bzw. 55.000 Lichtjahren) Durchmesser befindet, ungefähr halb so groß  wie unsere Milchstraße. Himiko hat eine Sternentstehungsrate von 34 Sonnenmassen/Jahr und umfasst vermutlich 40 Milliarden Sonnenmassen. Unklar ist, ob es zur Ionisierung des Wasserstoffgases ausreicht, dass sich das Wasserstoffgas im Gravitationspotential der Galaxie befindet, oder ob weitere Mechanismen herangezogen werden müssen. Diskutiert werden z. B. Aufheizung durch einen aktiven Galaxienkern (was die Anwesenheit eines supermassiven Schwarzen Lochs implizieren würde) oder die Kollision zweier Galaxien.

## Geplante weitere Forschung
Diese Möglichkeiten sollen durch weitere Beobachtungen bestätigt oder ausgeschlossen werden. Insbesondere sollen mit dem Keck-Observatory die Sternentstehung in Himiko und mit dem Chandra Röntgen-Observatorium die Möglichkeit eines Schwarzen Lochs weiter untersucht werden. Auch das Hubble-Weltraumteleskop könnte herangezogen werden, um dabei die Kollision von zwei kleineren Galaxien als Möglichkeit in Betracht zu ziehen.